# Araneus notandus
Araneus notandus este o specie de păianjeni din genul Araneus, familia Araneidae, descrisă de William Joseph Rainbow în anul 1912.
Este endemică în Queensland. Conform Catalogue of Life specia Araneus notandus nu are subspecii cunoscute.